# Villaverde (Madrid)
Pour les articles homonymes, voir Villaverde.
Villaverde est un des vingt-et-un districts de la ville de Madrid. D'une superficie de 2 028,65 hectares, il accueille 142 040 habitants. 

## Géographie
L'arrondissement est divisé en cinq quartiers (barrios) :
- San Andrés
- San Cristóbal
- Butarque
- Los Rosales
- Los Angeles